# Храм Варвари Великомучениці на Варварці
Храм Великомучениці Варвари на Варварці (рос. Храм Варвары Великомученицы на Варварке) — православний храм Іверського благочиння Московської міської єпархії. Храм розташований в Тверському районі Центрального адміністративного округу міста Москви (вул. Варварка, б. 2).

## Історія
Храм Великомучениці Варвари імовірно існував ще в XIV столітті трохи південніше сучасної церкви. У 1514 році під керівництвом італійського архітектора Алевіза Нового було побудовано кам'яну будівлю. У 1796—1801 роках майор артилерії Іван Баришніков і московський купець першої гільдії М. О. Самгін замовляють нову будівлю церкви. Будує її архітектор Родіон Казаков.
На початку XIX століття в церкві спочатку пресвітером, а потім протоієреєм стає письменник Іоан Кандорський.
В 1812 році французи використовували храм як стайню. Будівля сильно постраждала і була відновлена в 1820-х роках.
У 1920-х роках церква була перебудована і закрита. У 1965—1967 роках її реставрували, під керівництвом архітектора Г. О. Макарова була відновлена дзвіниця.

## Фотографії

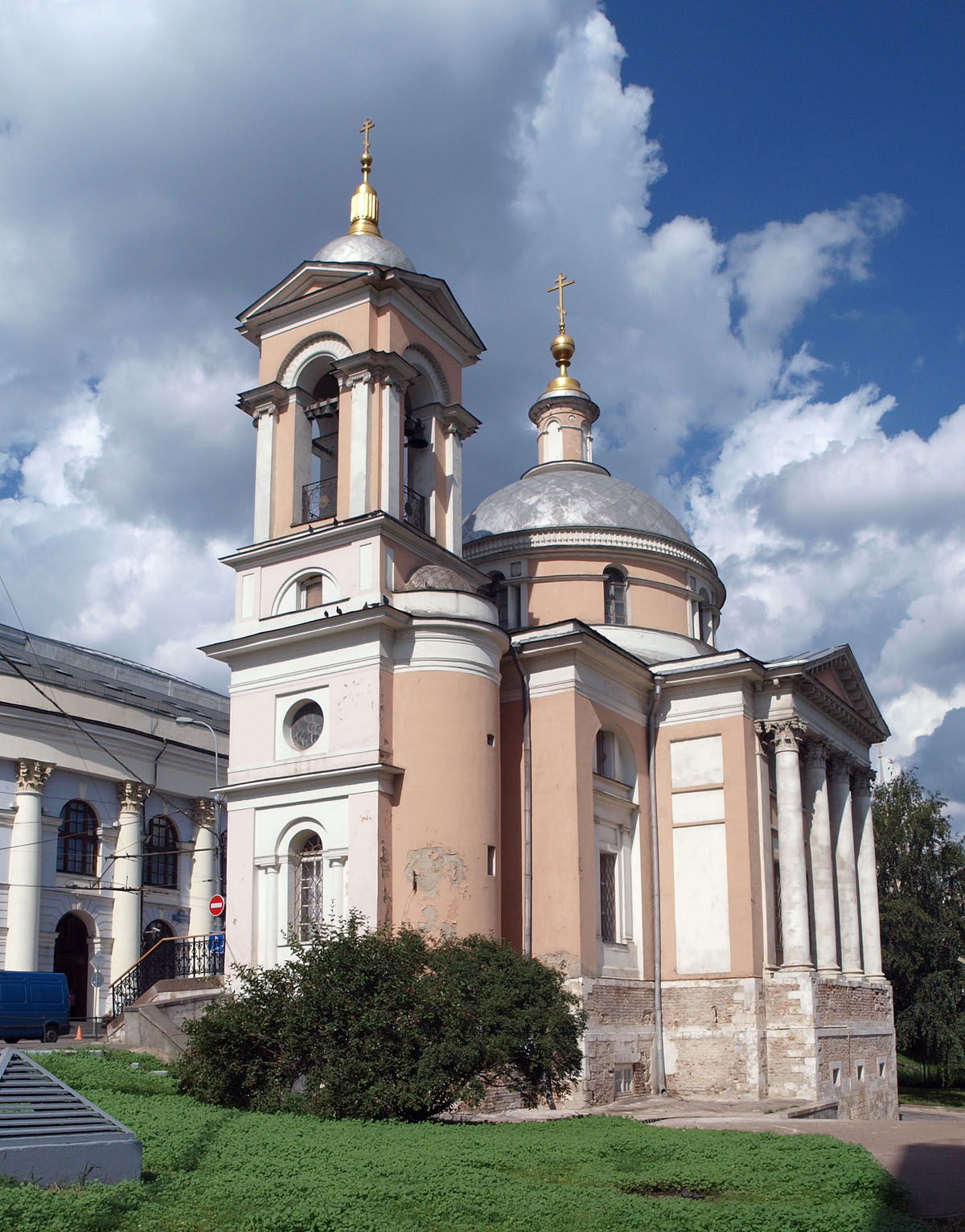
Храм Варвари на Варваці
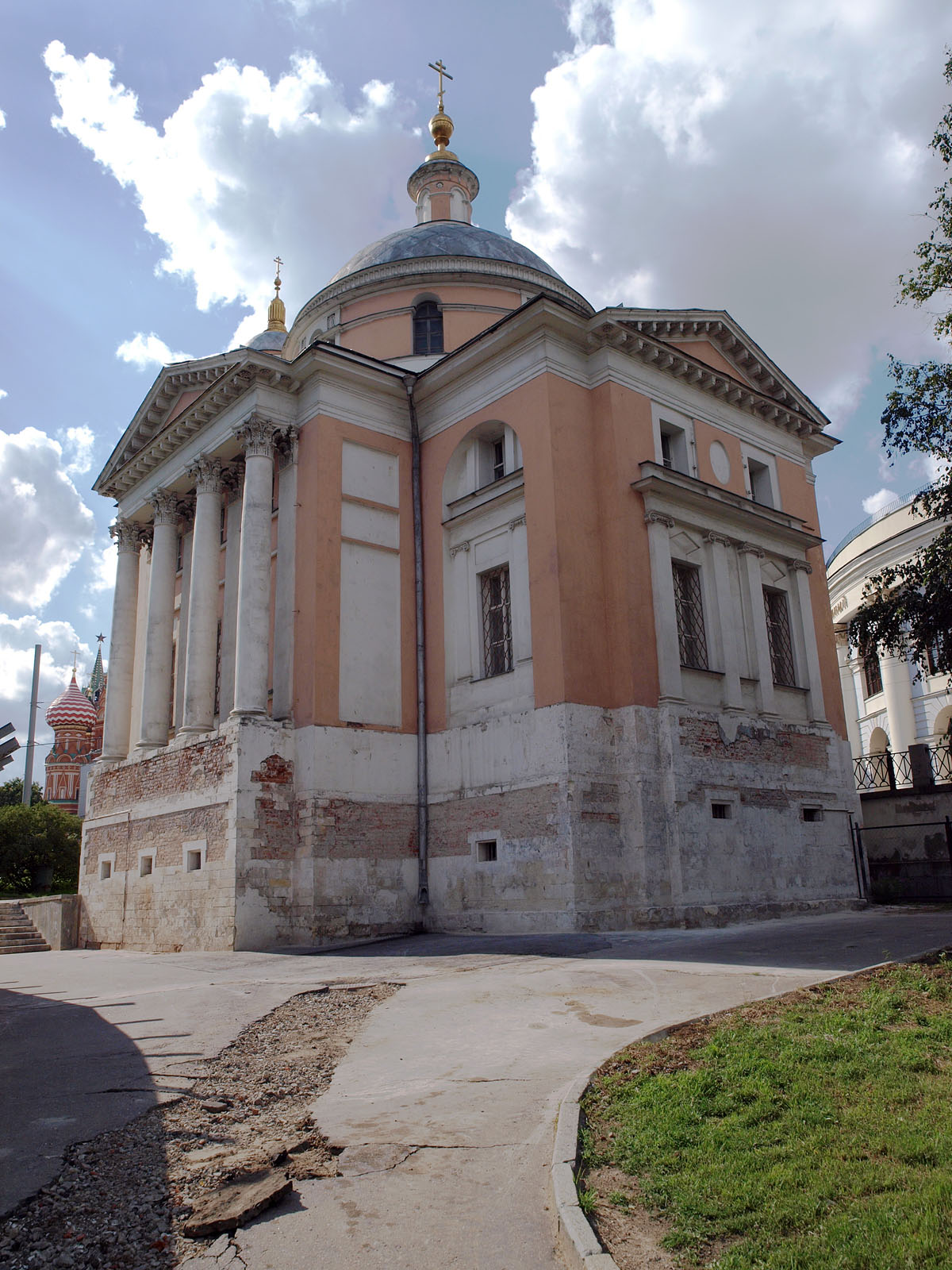
Храм Варвари на Варваці